# Adrien Pampouille
 (février 2011).
Pas d'image ? Cliquez ici

a Compétitions nationales et continentales officielles uniquement.

Dernière mise à jour le 15 mars 2015.
Adrien Pampouille, né le 4 août 1987 à Bergerac, est un joueur français de rugby à XV qui évolue au poste d'ouvreur.

## Biographie
Adrien Pampouille évolue dans sa carrière au sein des clubs de l'US Lalinde[réf. nécessaire], du CA Périgueux[réf. nécessaire], du SU Agen, de l'UR Marmande Casteljaloux, du Stade langonnais, de l'US Marmande et du RC Sainte-Bazeille.
Il a participé à un tournoi amical de rugby à sept en Tunisie en 2006[réf. nécessaire].